# فهرست قهرمانان تک نفره زنان گرند اسلم

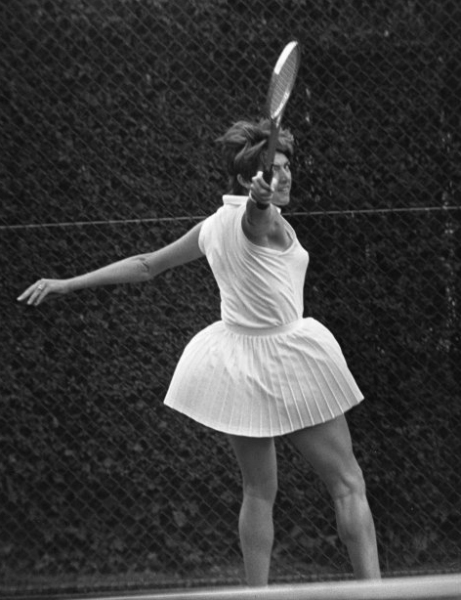
مارگارت کورت ۲۴ بار فاتح گرند اسلم در بخش تک نفره شده که یک رکورد در تمام ادوار به‌شمار می‌آید. کورت در سال ۱۹۷۰، نخستین زنی بود که در دورهٔ آزاد (اوپن) توانست مسابقات گرند اسلم تک نفره بشود.

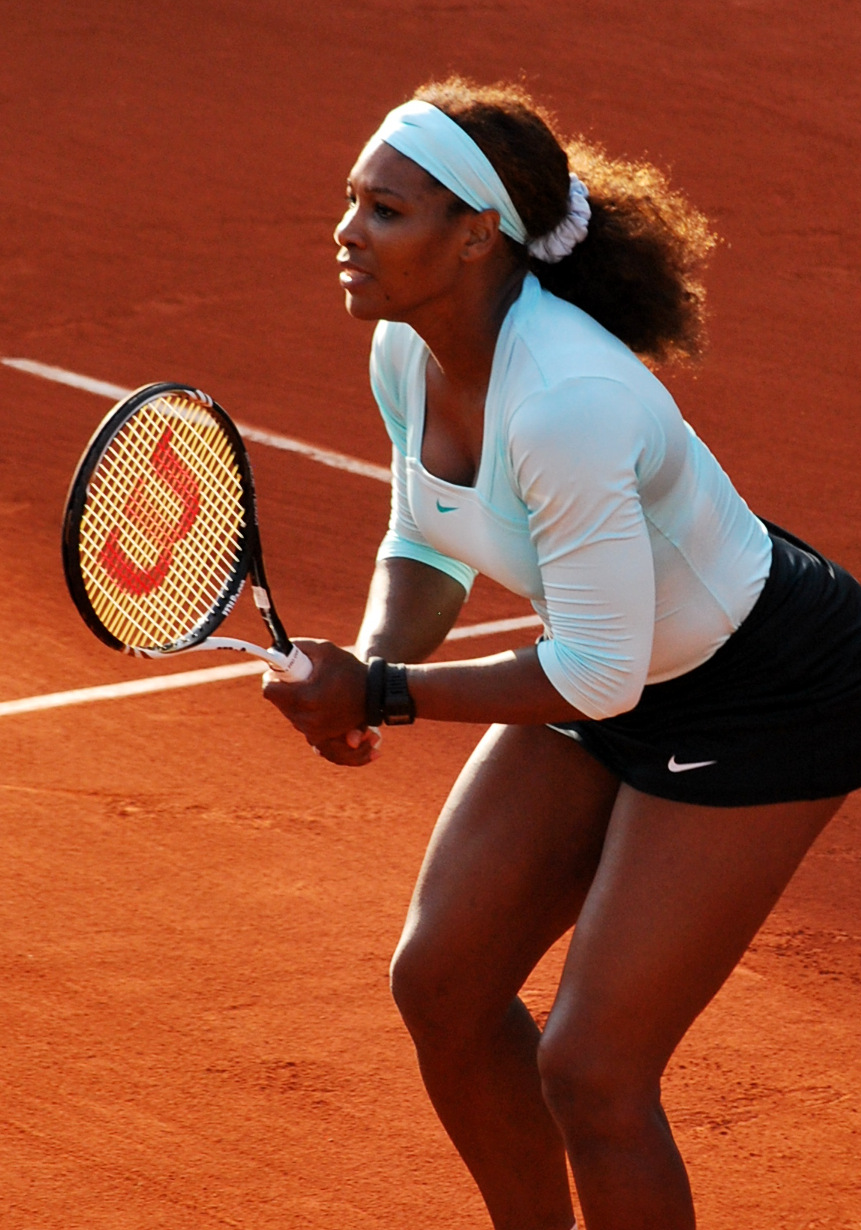
سرینا ویلیامز با ۲۳ عنوان قهرمانی در دورهٔ آزاد، رکورد دار است.

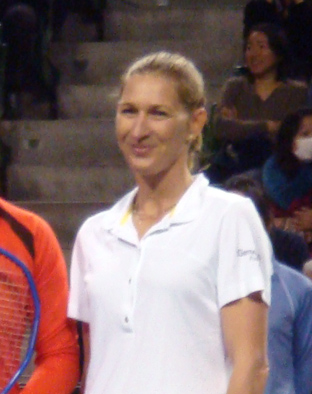
اشتفی گراف – فاتح ۲۲ گرند اسلم تک نفره و همچنین تنها فرد برندهٔ گلدن اسلم (برندهٔ هر ۴ گرند اسلم و مدال طلای المپیک در یک سال).

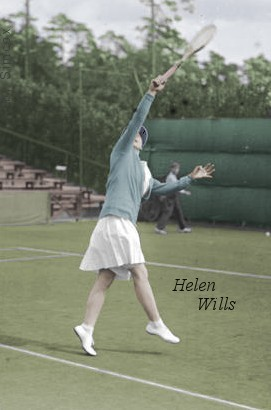
هلن ویلس – دارندهٔ ۱۹ عنوان قهرمانی گرند اسلم‌ها و نخستین زنی که تعداد قهرمانی‌هایش به عدد ده رسید.

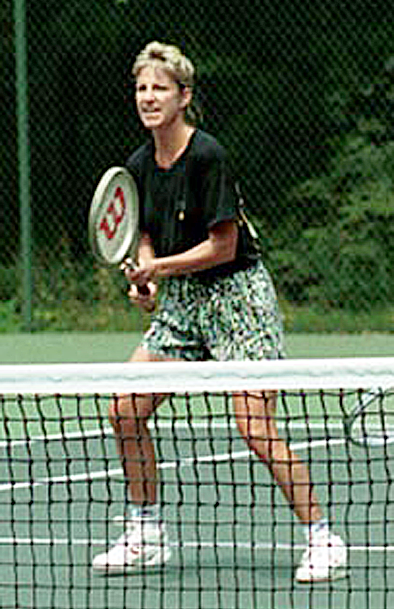
کریس اورت ۱۸ گرند اسلم تک نفره را برده و با مارتینا ناوراتیلووا در جایگاه سوم دورهٔ آزاد قرار دارد.

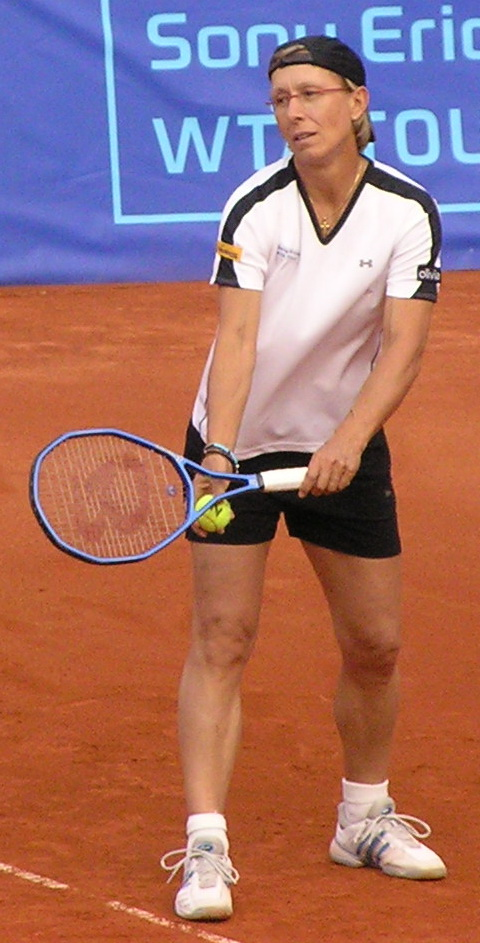
مارتینا ناوراتیلووا فاتح ۱۸ گرند اسلم تک نفره که همراه با مارتینا ناوراتیلووا در جایگاه سوم دورهٔ آزاد قرار دارد.

در این مقاله فهرست قهرمانان تنیس مسابقات گرند اسلم تک نفره زنان آورده شده‌است. باید توجه داشت که برخی فعل و انفعالات و تغییرات در طول سالیان مختلف روی داده که بر شمار عناوین به دست آمده توسط بازیکنان مختلف تأثیر گذاشته‌است. از جمله موارد مهم و برجسته، حذف مرحلهٔ چلنج در سال ۱۹۲۲، آغاز رقابت‌های قهرمانی ملی فرانسه با حضور بازیکنان بین‌المللی در ۱۹۲۵ و پذیرفتن بازیکنان حرفه‌ای در سال ۱۹۶۸ (آغاز دورهٔ «آزاد») می‌باشد. از آن زمان تاکنون، ۵۴ زن تنیس باز حداقل در یک گرند اسلم برنده شده‌اند.

## قهرمانان بر پایهٔ سال
| راهنمای نماد پرچم    |
| فهرست پرچم‌های کشورها |

| سال  | آزاد استرالیا                                       | آزاد فرانسه                     | ویمبلدون                       | آزاد آمریکا                  |
| ---- | --------------------------------------------------- | ------------------------------- | ------------------------------ | ---------------------------- |
| ۱۸۸۴ | در ۱۹۲۲ آغاز گردید                                  | در ۱۸۹۷ آغاز گردید              | ماود واتسون (۱/۲)              | در ۱۸۷۷ آغاز گردید           |
| ۱۸۸۵ | تورنمنت ایجاد نگردیده بود                           | تورنمنت ایجاد نگردیده بود       | ماود واتسون (۲/۲)              | تورنمنت ایجاد نگردیده بود    |
| ۱۸۸۶ | تورنمنت ایجاد نگردیده بود                           | تورنمنت ایجاد نگردیده بود       | بلانش بینگلی (۱/۶)             | تورنمنت ایجاد نگردیده بود    |
| ۱۸۸۷ | تورنمنت ایجاد نگردیده بود                           | تورنمنت ایجاد نگردیده بود       | لاتی داد (۱/۵)                 | الن هانسل                    |
| ۱۸۸۸ | تورنمنت ایجاد نگردیده بود                           | تورنمنت ایجاد نگردیده بود       | لاتی داد (۲/۵)                 | برتا تاونزند (۱/۲)           |
| ۱۸۸۹ | تورنمنت ایجاد نگردیده بود                           | تورنمنت ایجاد نگردیده بود       | بلانش بینگلی (۲/۶)             | برتا تاونزند (۲/۲)           |
| ۱۸۹۰ | تورنمنت ایجاد نگردیده بود                           | تورنمنت ایجاد نگردیده بود       | لنا رایس                       | الن روزولت                   |
| ۱۸۹۱ | تورنمنت ایجاد نگردیده بود                           | تورنمنت ایجاد نگردیده بود       | لاتی داد (۳/۵)                 | مابل کیهیل (۱/۲)             |
| ۱۸۹۲ | تورنمنت ایجاد نگردیده بود                           | تورنمنت ایجاد نگردیده بود       | لاتی داد (۴/۵)                 | مابل کیهیل (۲/۲)             |
| ۱۸۹۳ | تورنمنت ایجاد نگردیده بود                           | تورنمنت ایجاد نگردیده بود       | لاتی داد (۵/۵)                 | الاین تری                    |
| ۱۸۹۴ | تورنمنت ایجاد نگردیده بود                           | تورنمنت ایجاد نگردیده بود       | بلانش بینگلی (۳/۶)             | هلن هلوی                     |
| ۱۸۹۵ | تورنمنت ایجاد نگردیده بود                           | تورنمنت ایجاد نگردیده بود       | شارلوت کوپر (۱/۵)              | ژولیت اتکینسون (۱/۳)         |
| ۱۸۹۶ | تورنمنت ایجاد نگردیده بود                           | تورنمنت ایجاد نگردیده بود       | شارلوت کوپر (۲/۵)              | الیزابت مور (۱/۴)            |
| ۱۸۹۷ | تورنمنت ایجاد نگردیده بود                           | Adine Masson *                  | بلانش بینگلی (۴/۶)             | ژولیت اتکینسون (۲/۳)         |
| ۱۸۹۸ | تورنمنت ایجاد نگردیده بود                           | Adine Masson *                  | شارلوت کوپر (۳/۵)              | ژولیت اتکینسون (۳/۳)         |
| ۱۸۹۹ | تورنمنت ایجاد نگردیده بود                           | Adine Masson *                  | بلانش بینگلی (۵/۶)             | ماریون جونز فارکئور (۱/۲)    |
| ۱۹۰۰ | تورنمنت ایجاد نگردیده بود                           | Hélène Prévost *                | بلانش بینگلی (۶/۶)             | میرتل مک‌آتیر                 |
| ۱۹۰۱ | تورنمنت ایجاد نگردیده بود                           | P. Girod *                      | شارلوت کوپر (۴/۵)              | الیزابت مور (۲/۴)            |
| ۱۹۰۲ | تورنمنت ایجاد نگردیده بود                           | Adine Masson *                  | موریل روب                      | ماریون جونز فارکئور (۲/۲)    |
| ۱۹۰۳ | تورنمنت ایجاد نگردیده بود                           | Adine Masson *                  | دوروتا داگلس لمبرت چمبرز (۱/۷) | الیزابت مور (۳/۴)            |
| ۱۹۰۴ | تورنمنت ایجاد نگردیده بود                           | Kate Gillou *                   | دوروتا داگلس لمبرت چمبرز (۲/۷) | می ساتون (۱/۳)               |
| ۱۹۰۵ | تورنمنت ایجاد نگردیده بود                           | Kate Gillou *                   | می ساتون (۲/۳)                 | الیزابت مور (۴/۴)            |
| ۱۹۰۶ | تورنمنت ایجاد نگردیده بود                           | Kate Gillou-Fenwick *           | دوروتا داگلس لمبرت چمبرز (۳/۷) | هلن همانس                    |
| ۱۹۰۷ | تورنمنت ایجاد نگردیده بود                           | Comtesse de Kermel *            | می ساتون (۳/۳)                 | اولین سیرز                   |
| ۱۹۰۸ | تورنمنت ایجاد نگردیده بود                           | Kate Gillou-Fenwick *           | شارلوت کوپر (۵/۵)              | ماود برگر-والاش              |
| ۱۹۰۹ | تورنمنت ایجاد نگردیده بود                           | Jeanne Matthey *                | دورا بوتبی                     | هیزل هاچکیس وایتمن (۱/۴)     |
| ۱۹۱۰ | تورنمنت ایجاد نگردیده بود                           | Jeanne Matthey *                | دوروتا داگلس لمبرت چمبرز (۴/۷) | هیزل هاچکیس وایتمن (۲/۴)     |
| ۱۹۱۱ | تورنمنت ایجاد نگردیده بود                           | Jeanne Matthey *                | دوروتا داگلس لمبرت چمبرز (۵/۷) | هیزل هاچکیس وایتمن (۳/۴)     |
| ۱۹۱۲ | تورنمنت ایجاد نگردیده بود                           | Jeanne Matthey *                | اتل تامسون لارکومب             | ماری براون (۱/۳)             |
| ۱۹۱۳ | تورنمنت ایجاد نگردیده بود                           | Marguerite Broquedis *          | دوروتا داگلس لمبرت چمبرز (۶/۷) | ماری براون (۲/۳)             |
| ۱۹۱۴ | تورنمنت ایجاد نگردیده بود                           | Marguerite Broquedis *          | دوروتا داگلس لمبرت چمبرز (۷/۷) | ماری براون (۳/۳)             |
| ۱۹۱۵ | تورنمنت ایجاد نگردیده بود                           | جنگ جهانی یکم                   | جنگ جهانی یکم                  | ملا ملری (۱/۸)               |
| ۱۹۱۶ | تورنمنت ایجاد نگردیده بود                           | جنگ جهانی یکم                   | جنگ جهانی یکم                  | ملا ملری (۲/۸)               |
| ۱۹۱۷ | تورنمنت ایجاد نگردیده بود                           | جنگ جهانی یکم                   | جنگ جهانی یکم                  | ملا ملری (۳/۸)               |
| ۱۹۱۸ | تورنمنت ایجاد نگردیده بود                           | جنگ جهانی یکم                   | جنگ جهانی یکم                  | ملا ملری (۴/۸)               |
| ۱۹۱۹ | تورنمنت ایجاد نگردیده بود                           | جنگ جهانی یکم                   | سوزان لانگلان (۱/۸)            | هیزل هاچکیس وایتمن (۴/۴)     |
| ۱۹۲۰ | تورنمنت ایجاد نگردیده بود                           | Suzanne Lenglen *               | سوزان لانگلان (۲/۸)            | ملا ملری (۵/۸)               |
| ۱۹۲۱ | تورنمنت ایجاد نگردیده بود                           | Suzanne Lenglen *               | سوزان لانگلان (۳/۸)            | ملا ملری (۶/۸)               |
| ۱۹۲۲ | مارگارت مولزورت (۱/۲)                               | Suzanne Lenglen *               | سوزان لانگلان (۴/۸)            | ملا ملری (۷/۸)               |
| ۱۹۲۳ | مارگارت مولزورت (۲/۲)                               | Suzanne Lenglen *               | سوزان لانگلان (۵/۸)            | هلن ویلس (۱/۱۹)              |
| ۱۹۲۴ | سیلویا لنس هارپر                                    | Julie Vlasto *                  | کاتلین مک‌کین گادفری (۱/۲)      | هلن ویلس (۲/۱۹)              |
| ۱۹۲۵ | دافنه آکهورست (۱/۵)                                 | سوزان لانگلان (۶/۸)             | سوزان لانگلان (۷/۸)            | هلن ویلس (۳/۱۹)              |
| ۱۹۲۶ | دافنه آکهورست (۲/۵)                                 | سوزان لانگلان (۸/۸)             | کاتلین مک‌کین گادفری (۲/۲)      | ملا ملری (۸/۸)               |
| ۱۹۲۷ | اسنا بوید                                           | کی بومن                         | هلن ویلس (۴/۱۹)                | هلن ویلس (۵/۱۹)              |
| ۱۹۲۸ | دافنه آکهورست (۳/۵)                                 | هلن ویلس (۶/۱۹)                 | هلن ویلس (۷/۱۹)                | هلن ویلس (۸/۱۹)              |
| ۱۹۲۹ | دافنه آکهورست (۴/۵)                                 | هلن ویلس (۹/۱۹)                 | هلن ویلس (۱۰/۱۹)               | هلن ویلس (۱۱/۱۹)             |
| ۱۹۳۰ | دافنه آکهورست (۵/۵)                                 | هلن ویلس (۱۲/۱۹)                | هلن ویلس (۱۳/۱۹)               | بتی ناتهال                   |
| ۱۹۳۱ | کورال باتسوورت (۱/۲)                                | سیلی آسم (۱/۲)                  | سیلی آسم (۲/۲)                 | هلن ویلس (۱۴/۱۹)             |
| ۱۹۳۲ | کورال باتسوورت (۲/۲)                                | هلن ویلس (۱۵/۱۹)                | هلن ویلس (۱۶/۱۹)               | هلن جیکوبز (۱/۵)             |
| ۱۹۳۳ | جوئن هارتیگان (۱/۳)                                 | مارگارت اسکریون (۱/۲)           | هلن ویلس (۱۷/۱۹)               | هلن جیکوبز (۲/۵)             |
| ۱۹۳۴ | جوئن هارتیگان (۲/۳)                                 | مارگارت اسکریون (۲/۲)           | دوروتی دور لیتل (۱/۳)          | هلن جیکوبز (۳/۵)             |
| ۱۹۳۵ | دوروتی دور لیتل (۲/۳)                               | هیلده کراوینکل اسپرلینگ (۱/۳)   | هلن ویلس (۱۸/۱۹)               | هلن جیکوبز (۴/۵)             |
| ۱۹۳۶ | جوئن هارتیگان (۳/۳)                                 | هیلده کراوینکل اسپرلینگ (۲/۳)   | هلن جیکوبز (۵/۵)               | آلیس ماربل (۱/۵)             |
| ۱۹۳۷ | نانسی وین بولتون (۱/۶)                              | هیلده کراوینکل اسپرلینگ (۳/۳)   | دوروتی دور لیتل (۳/۳)          | آنیتا لیزانا                 |
| ۱۹۳۸ | دوروتی چنی                                          | سیمون متیو (۱/۲)                | هلن ویلس (۱۹/۱۹)               | آلیس ماربل (۲/۵)             |
| ۱۹۳۹ | امیلی هود وستاکوت                                   | سیمون متیو (۲/۲)                | آلیس ماربل (۳/۵)               | آلیس ماربل (۴/۵)             |
| ۱۹۴۰ | نانسی وین بولتون (۲/۶)                              | نبرد فرانسه                     | جنگ جهانی دوم                  | آلیس ماربل (۵/۵)             |
| ۱۹۴۱ | جنگ جهانی دوم                                       | Alice Weiwers †                 | جنگ جهانی دوم                  | سارا پلفری کوک (۱/۲)         |
| ۱۹۴۲ | جنگ جهانی دوم                                       | Alice Weiwers †                 | جنگ جهانی دوم                  | پائولین بتز (۱/۵)            |
| ۱۹۴۳ | جنگ جهانی دوم                                       | Simone Iribarne Lafargue †      | جنگ جهانی دوم                  | پائولین بتز (۲/۵)            |
| ۱۹۴۴ | جنگ جهانی دوم                                       | Raymonde Veber Jones †          | جنگ جهانی دوم                  | پائولین بتز (۳/۵)            |
| ۱۹۴۵ | جنگ جهانی دوم                                       | Lolette Payot †                 | جنگ جهانی دوم                  | سارا بلفری کوک (۲/۲)         |
| ۱۹۴۶ | نانسی وین بولتون (۳/۶)                              | مارگارت اوسبورن دوپونت (۱/۶)    | پائولین بتز (۴/۵)              | پائولین بتز (۵/۵)            |
| ۱۹۴۷ | نانسی وین بولتون (۴/۶)                              | پاتریشیا کنینگ تاد              | مارگارت اوسبورن دوپونت (۲/۶)   | لوئیز بورو (۱/۶)             |
| ۱۹۴۸ | نانسی وین بولتون (۵/۶)                              | نلی لندری                       | لوئیز بورو (۲/۶)               | مارگارت اوسبورن دوپونت (۳/۶) |
| ۱۹۴۹ | دوریس هارت (۱/۶)                                    | مارگارت اوسبورن دوپونت (۴/۶)    | لوئیز بورو (۳/۶)               | مارگارت اوسبورن دوپونت (۵/۶) |
| ۱۹۵۰ | لوئیز بورو (۴/۶)                                    | دوریس هارت (۲/۶)                | لوئیز بورو (۵/۶)               | مارگارت اوسبورن دوپونت (۶/۶) |
| ۱۹۵۱ | نانسی وین بولتون (۶/۶)                              | شیرلی فرای اروین (۱/۴)          | دوریس هارت (۳/۶)               | مورین کونلی (۱/۹)            |
| ۱۹۵۲ | تلما کوین لانگ (۱/۲)                                | دوریس هارت (۴/۶)                | مورین کونلی (۲/۹)              | مورین کونلی (۳/۹)            |
| ۱۹۵۳ | مورین کونلی (۴/۹)                                   | مورین کونلی (۵/۹)               | مورین کونلی (۶/۹)              | مورین کونلی (۷/۹)            |
| ۱۹۵۴ | تملا کوین لانگ (۲/۲)                                | مورین کونلی (۸/۹)               | مورین کونلی (۹/۹)              | دوریس هارت (۵/۶)             |
| ۱۹۵۵ | گوشنیت پنروز                                        | آنگلا مورتیمر (۱/۳)             | لوئیز بورو (۶/۶)               | دوریس هارت (۶/۶)             |
| ۱۹۵۶ | ماری کارتر ریتانو (۱/۲)                             | الثیا گیبسون (۱/۵)              | شیرلی فرای اروین (۲/۴)         | شیرلی فرای اروین (۳/۴)       |
| ۱۹۵۷ | شیرلی فرای اروین (۴/۴)                              | شیرلی براشر                     | الثیا گیبسون (۲/۵)             | الثیا گیبسون (۳/۵)           |
| ۱۹۵۸ | آنگلا مورتیمر (۲/۳)                                 | ژوژا کورموتی                    | الثیا گیبسون (۴/۵)             | الثیا گیبسون (۵/۵)           |
| ۱۹۵۹ | ماری کارتر ریتانو (۲/۲)                             | کریستین ترومن                   | ماریا بوئنو (۱/۷)              | ماریا بوئنو (۲/۷)            |
| ۱۹۶۰ | مارگارت کورت (۱/۲۴)                                 | دارلین هارد (۱/۳)               | ماریا بوئنو (۳/۷)              | دارلین هارد (۲/۳)            |
| ۱۹۶۱ | مارگارت کورت (۲/۲۴)                                 | آن جونز (۱/۳)                   | آنگلا مورتیمر (۳/۳)            | دارلین هارد (۳/۳)            |
| ۱۹۶۲ | مارگارت کورت (۳/۲۴)                                 | مارگارت کورت (۴/۲۴)             | کارن هانتز ساسمن               | مارگارت کورت (۵/۲۴)          |
| ۱۹۶۳ | مارگارت کورت (۶/۲۴)                                 | لزلی ترنر باوری (۱/۲)           | مارگارت کورت (۷/۲۴)            | ماریا بوئنو (۴/۷)            |
| ۱۹۶۴ | مارگارت کورت (۸/۲۴)                                 | مارگارت کورت (۹/۲۴)             | ماریا بوئنو (۵/۷)              | ماریا بوئنو (۶/۷)            |
| ۱۹۶۵ | مارگارت کورت (۱۰/۲۴)                                | لزلی ترنر باوری (۲/۲)           | مارگارت کورت (۱۱/۲۴)           | مارگارت کورت (۱۲/۲۴)         |
| ۱۹۶۶ | مارگارت کورت (۱۳/۲۴)                                | آن جونز (۲/۳)                   | بیلی جین کینگ (۱/۱۲)           | ماریا بوئنو (۷/۷)            |
| ۱۹۶۷ | نانسی ریچی (۱/۲)                                    | فرانسواز دیو                    | بیلی جین کینگ (۲/۱۲)           | بیلی جین کینگ (۳/۱۲)         |
| ۱۹۶۸ | بیلی جین کینگ (۴/۱۲) پایان دورۀ آماتور (غیر حرفه‌ای) | آغاز دورۀ آزاد نانسی ریچی (۲/۲) | بیلی جین کینگ (۵/۱۲)           | ویرجینیا وید (۱/۳)           |
| ۱۹۶۹ | مارگارت کورت (۱۴/۲۴)                                | مارگارت کورت (۱۵/۲۴)            | آن جونز (۳/۳)                  | مارگارت کورت (۱۶/۲۴)         |
| ۱۹۷۰ | مارگارت کورت (۱۷/۲۴)                                | مارگارت کورت (۱۸/۲۴)            | مارگارت کورت (۱۹/۲۴)           | مارگارت کورت (۲۰/۲۴)         |
| ۱۹۷۱ | مارگارت کورت (۲۱/۲۴)                                | ایوان گولگانگ کالی (۱/۷)        | ایوان گولگانگ کالی (۲/۷)       | بیلی جین کینگ (۶/۱۲)         |
| ۱۹۷۲ | ویرجینیا وید (۲/۳)                                  | بیلی جین کینگ (۷/۱۲)            | بیلی جین کینگ (۸/۱۲)           | بیلی جین کینگ (۹/۱۲)         |
| ۱۹۷۳ | مارگارت کورت (۲۲/۲۴)                                | مارگارت کورت (۲۳/۲۴)            | بیلی جین کینگ (۱۰/۱۲)          | مارگارت کورت (۲۴/۲۴)         |
| ۱۹۷۴ | ایوان گولگانگ کالی (۳/۷)                            | کریس اورت (۱/۱۸)                | کریس اورت (۲/۱۸)               | بیلی جین کینگ (۱۱/۱۲)        |
| ۱۹۷۵ | ایوان گولگانگ کالی (۴/۷)                            | کریس اورت (۳/۱۸)                | بیلی جین کینگ (۱۲/۱۲)          | کریس اورت (۴/۱۸)             |
| ۱۹۷۶ | ایوان گولگانگ کالی (۵/۷)                            | سو بارکر                        | کریس اورت (۵/۱۸)               | کریس اورت (۶/۱۸)             |
| ۱۹۷۷ | کری رید (Jan)                                       | میما یاشووچ                     | ویرجینیا وید (۳/۳)             | کریس اورت (۷/۱۸)             |
| ۱۹۷۷ | ایوان گولگانگ کالی (۶/۷) (Dec)                      | میما یاشووچ                     | ویرجینیا وید (۳/۳)             | کریس اورت (۷/۱۸)             |
| ۱۹۷۸ | کریس اونیل ‡                                        | ویرجینیا روزیچی                 | مارتینا ناوراتیلووا (۱/۱۸)     | کریس اورت (۸/۱۸)             |
| ۱۹۷۹ | باربارا جوردن ‡                                     | کریس اورت (۹/۱۸)                | مارتینا ناوراتیلووا (۲/۱۸)     | تریسی آستین (۱/۲)            |
| ۱۹۸۰ | هنا ماندلیکوا (۱/۴) ‡                               | کریس اورت (۱۰/۱۸)               | ایوان گولگانگ کالی (۷/۷)       | کریس اورت (۱۱/۱۸)            |
| ۱۹۸۱ | مارتینا ناوراتیلووا (۳/۱۸) ‡                        | هنا ماندلیکوا (۲/۴)             | کریس اورت (۱۲/۱۸)              | تریسی استین (۲/۲)            |
| ۱۹۸۲ | کریس اورت (۱۴/۱۸) ‡                                 | مارتینا ناوراتیلووا (۴/۱۸)      | مارتینا ناوراتیلووا (۵/۱۸)     | کریس اورت (۱۳/۱۸)            |
| ۱۹۸۳ | مارتینا ناوراتیلووا (۸/۱۸) ‡                        | کریس اورت (۱۵/۱۸)               | مارتینا ناوراتیلووا (۶/۱۸)     | مارتینا ناوراتیلووا (۷/۱۸)   |
| ۱۹۸۴ | کریس اورت (۱۶/۱۸) ‡                                 | مارتینا ناوراتیلووا (۹/۱۸)      | مارتینا ناوراتیلووا (۱۰/۱۸)    | مارتینا ناوراتیلووا (۱۱/۱۸)  |
| ۱۹۸۵ | مارتینا ناوراتیلووا (۱۳/۱۸) ‡                       | کریس اورت (۱۷/۱۸)               | مارتینا ناوراتیلووا (۱۲/۱۸)    | هنا ماندلیکوا (۳/۴)          |
| ۱۹۸۶ | برگزار نگردید                                       | کریس اورت (۱۸/۱۸)               | مارتینا ناوراتیلووا (۱۴/۱۸)    | مارتینا ناوراتیلووا (۱۵/۱۸)  |
| ۱۹۸۷ | هنا ماندلیکوا (۴/۴)                                 | اشتفی گراف (۱/۲۲)               | مارتینا ناوراتیلووا (۱۶/۱۸)    | مارتینا ناوراتیلووا (۱۷/۱۸)  |
| ۱۹۸۸ | اشتفی گراف (۲/۲۲)                                   | اشتفی گراف (۳/۲۲)               | اشتفی گراف (۴/۲۲)              | اشتفی گراف (۵/۲۲)            |
| ۱۹۸۹ | اشتفی گراف (۶/۲۲)                                   | آرانچا سانچز ویکاریو (۱/۴)      | اشتفی گراف (۷/۲۲)              | اشتفی گراف (۸/۲۲)            |
| ۱۹۹۰ | اشتفی گراف (۹/۲۲)                                   | مونیکا سلش (۱/۹)                | مارتینا ناوراتیلووا (۱۸/۱۸)    | گابریلا ساباتینی             |
| ۱۹۹۱ | مونیکا سلش (۲/۹)                                    | مونیکا سلش (۳/۹)                | اشتفی گراف (۱۰/۲۲)             | مونیکا سلش (۴/۹)             |
| ۱۹۹۲ | مونیکا سلش (۵/۹)                                    | مونیکا سلش (۶/۹)                | اشتفی گراف (۱۱/۲۲)             | مونیکا سلش (۷/۹)             |
| ۱۹۹۳ | مونیکا سلش (۸/۹)                                    | اشتفی گراف (۱۲/۲۲)              | اشتفی گراف (۱۳/۲۲)             | اشتفی گراف (۱۴/۲۲)           |
| ۱۹۹۴ | اشتفی گراف (۱۵/۲۲)                                  | آرانچا سانچز ویکاریو (۲/۴)      | کونچیتا مارتینز                | آرانچا سانچز ویکاریو (۳/۴)   |
| ۱۹۹۵ | ماری پیرس (۱/۲)                                     | اشتفی گراف (۱۶/۲۲)              | اشتفی گراف (۱۷/۲۲)             | اشتفی گراف (۱۸/۲۲)           |
| ۱۹۹۶ | مونیکا سلش (۹/۹)                                    | اشتفی گراف (۱۹/۲۲)              | اشتفی گراف (۲۰/۲۲)             | اشتفی گراف (۲۱/۲۲)           |
| ۱۹۹۷ | مارتینا هینگیس (۱/۵)                                | ایوا مایولی                     | مارتینا هینگیس (۲/۵)           | مارتینا هینگیس (۳/۵)         |
| ۱۹۹۸ | مارتینا هینگیس (۴/۵)                                | آرانچا سانچز ویکاریو (۴/۴)      | یانا نووتنا                    | لیندسی داونپورت (۱/۳)        |
| ۱۹۹۹ | مارتینا هینگیس (۵/۵)                                | اشتفی گراف (۲۲/۲۲)              | لیندسی داونپورت (۲/۳)          | سرینا ویلیامز (۱/۲۳)         |
| ۲۰۰۰ | لیندسی داونپورت (۳/۳)                               | ماری پیرس (۲/۲)                 | ونوس ویلیامز (۱/۷)             | ونوس ویلیامز (۲/۷)           |
| ۲۰۰۱ | جنیفر کاپریاتی (۱/۳)                                | جنیفر کاپریاتی (۲/۳)            | ونوس ویلیامز (۳/۷)             | ونوس ویلیامز (۴/۷)           |
| ۲۰۰۲ | جنیفر کاپریاتی (۳/۳)                                | سرینا ویلیامز (۲/۲۳)            | سرینا ویلیامز (۳/۲۳)           | سرینا ویلیامز (۴/۲۳)         |
| ۲۰۰۳ | سرینا ویلیامز (۵/۲۳)                                | ژوستین انه (۱/۷)                | سرینا ویلیامز (۶/۲۳)           | ژوستین انه (۲/۷)             |
| ۲۰۰۴ | ژوستین انه (۳/۷)                                    | آناستازیا میسکینا               | ماریا شاراپووا (۱/۵)           | اسوتلانا کوزنتسووا (۱/۲)     |
| ۲۰۰۵ | سرینا ویلیامز (۷/۲۳)                                | ژوستین انه (۴/۷)                | ونوس ویلیامز (۵/۷)             | کیم کلایسترس (۱/۴)           |
| ۲۰۰۶ | آملی مورسمو (۱/۲)                                   | ژوستین انه (۵/۷)                | آملی مورسمو (۲/۲)              | ماریا شاراپووا (۲/۵)         |
| ۲۰۰۷ | سرینا ویلیامز (۸/۲۳)                                | ژوستین انه (۶/۷)                | ونوس ویلیامز (۶/۷)             | ژوستین انه (۷/۷)             |
| ۲۰۰۸ | ماریا شاراپووا (۳/۵)                                | آنا ایوانوویچ                   | ونوس ویلیامز (۷/۷)             | سرینا ویلیامز (۹/۲۳)         |
| ۲۰۰۹ | سرینا ویلیامز (۱۰/۲۳)                               | اسوتلانا کوزنتسووا (۲/۲)        | سرینا ویلیامز (۱۱/۲۳)          | کیم کلایسترس (۲/۴)           |
| ۲۰۱۰ | سرینا ویلیامز (۱۲/۲۳)                               | فرانچسکا اسکیاوونه              | سرینا ویلیامز (۱۳/۲۳)          | کیم کلایسترس (۳/۴)           |
| ۲۰۱۱ | کیم کلایسترس (۴/۴)                                  | لی نا (۱/۲)                     | پترا کویتووا (۱/۲)             | سامانتا استوزر               |
| ۲۰۱۲ | ویکتوریا آزارنکا (۱/۲)                              | ماریا شاراپووا (۴/۵)            | سرینا ویلیامز (۱۴/۲۳)          | سرینا ویلیامز (۱۵/۲۳)        |
| ۲۰۱۳ | ویکتوریا آزارنکا (۲/۲)                              | سرینا ویلیامز (۱۶/۲۳)           | ماریون بارتولی                 | سرینا ویلیامز (۱۷/۲۳)        |
| ۲۰۱۴ | لی نا (۲/۲)                                         | ماریا شاراپووا (۵/۵)            | پترا کویتووا (۲/۲)             | سرینا ویلیامز (۱۸/۲۳)        |
| ۲۰۱۵ | سرینا ویلیامز (۱۹/۲۳)                               | سرینا ویلیامز (۲۰/۲۳)           | سرینا ویلیامز (۲۱/۲۳)          | فلاویا پنتا                  |
| ۲۰۱۶ | آنجلیک کربر (۱/۳)                                   | گاربینیه موگوروسا (۱/۲)         | سرینا ویلیامز (۲۲/۲۳)          | آنجلیک کربر (۲/۳)            |
| ۲۰۱۷ | سرینا ویلیامز (۲۳/۲۳)                               | یلنا اوستاپنکو                  | گاربینیه موگوروسا (۲/۲)        | اسلون استیونز                |
| ۲۰۱۸ | کارولین وزنیاکی                                     | سیمونا هالپ (۱/۲)               | آنجلیک کربر (۳/۳)              | نائومی اوساکا (۱/۳)          |
| ۲۰۱۹ | نائومی اوساکا (۲/۳)                                 | اشلی بارتی                      | سیمونا هالپ (۲/۲)              | بیانکا آندرسکو               |
| ۲۰۲۰ | سوفیا کنین                                          | ایگا شفیونتکн                   | تورنمنت لغو شد                 | نائومی اوساکا (۳/۳)          |

| توضیح |
| --- |
| بازیکن قهرمان هر ۴ گرند اسلم در یک سال |
| بازیکن قهرمان ۳ گرند اسلم در یک سال |
| بازیکن قهرمان ۲ گرند اسلم در یک سال |
| * تنها اعضای باشگاه یا شهروندان فرانسوی در این رویداد به رقابت می‌پرداختند، بنابراین بیشتر مسئولین این مسابقات را «غیر اسلم» دانسته‌اند (مسابقات قهرمانی فرانسه در سال ۱۹۲۵ با مسابقات قهرمانی جهان سخت زمین ادغام گشت و رقبای بین‌المللی اجازهٔ شرکت در آن را پیدا کردند). |
| † تورنمت‌های برگزار شده در طول اشغال آلمان توسط فدراسیون تنیس فرانسه به رسمیت شناخته نشده‌است. |
| ‡ مسابقات آزاد استرالیا از ۱۹۷۷ تا ۱۹۸۵ در دسامبر برگزار گردید. |
| н مسابقات آزاد فرانسه به سبب دنیاگیری کووید-۱۹ در سپتامبر ۲۰۲۰ برگزار خواهد شد. |

## آمارها

### عنوان‌داران گرند اسلم بر پایهٔ دهه
| ۲ | لاتی داد، بلانش بینگلی، برتا تاونزند، ماود واتسون |

| ۱ | الن هانسل |

| ۳ | ژولیت اتکینسون، لاتی داد، بلانش بینگلی، شارلوت کوپر |

| ۲ | مابل کیهیل |

| ۱ | هلن هلوی، ماریون جونز فارکئور، الیزابت مور، لنا رایس، الن روزولت، الاین تری |

| ۳ | دوروتا داگلس لمبرت چمبرز، الیزابت مور، می ساتون |

| ۲ | شارلوت کوپر |

| ۱ | ماود برگر-والاش، دورا بوتبی، بلانش بینگلی، هلن همانس، ماریون جونز فارکئور، میرتل مک‌آتیر، موریل روب، اولین سیرز، هیزل هاچکیس وایتمن |

| ۴ | دوروتا داگلس لمبرت چمبرز، ملا ملری |

| ۳ | ماری براون، هیزل هاچکیس وایتمن |

| ۱ | اتل تامسون لارکومب، سوزان لانگلان |

| ۱۱ | هلن ویلس |

| ۷ | سوزان لانگلان |

| ۴ | دافنه آکهورست، ملا ملری |

| ۲ | کاتلین مک‌کین گادفری، مارگارت مولزورت |

| ۱ | کی بومن، سیلویا لنس هارپر، اسنا بوید |

| ۸ | هلن ویلس |

| ۵ | هلن جیکوبز |

| ۴ | آلیس ماربل |

| ۳ | جوئن هارتیگان، دوروتی دور لیتل، هیلده کراوینکل اسپرلینگ |

| ۲ | سیلی آسم، کورال باتسوورت، سیمون متیو، مارگارت اسکریون                                    |
| ۱ | نانسی وین بولتون، دوروتی چنی، دافنه آکهورست، آنیتا لیزانا، بتی ناتهال، امیلی هود وستاکوت |

| ۵ | پائولین بتز، مارگارت اوسبورن دوپونت |

| ۴ | نانسی وین بولتون |

| ۳ | لوئیز بورو |

| ۲ | سارا پلفری کوک |

| ۱ | دوریس هارت، آلیس ماربل، نلی لندری، پاتریشیا کنینگ تاد |

| ۹ | مورین کونلی |

| ۵ | الثیا گیبسون، دوریس هارت |

| ۴ | شیرلی فرای اروین |

| ۳ | لوئیز بورو |

| ۲ | آنگلا مورتیمر، ماریا بوئنو، تلما کوین لانگ، ماری کارتر ریتانو |

| ۱ | نانسی وین بولتون، شیرلی براشر، گوشنیت پنروز، مارگارت اوسبورن دوپونت، کریستین ترومن، ژوژا کورموتی |

| ۱۶ | مارگارت کورت |

| ۵ | ماریا بوئنو، بیلی جین کینگ |

| ۳ | دارلین هارد، آن جونز |

| ۲ | لزلی ترنر باوری، نانسی ریچی |

| ۱ | آنگلا مورتیمر، فرانسواز دیو، کارن هانتز ساسمن، ویرجینیا وید |

| ۹ | کریس اورت |

| ۸ | مارگارت کورت |

| ۷ | بیلی جین کینگ |

| ۶ | ایوان گولگانگ کالی |

| ۲ | مارتینا ناوراتیلووا، ویرجینیا وید |

| 1 | تریسی آستین، سو بارکر، میما یاشووچ، باربارا جوردن، کریس اونیل، کری رید، ویرجینیا روزیچی |

| ۱۵ | مارتینا ناوراتیلووا |

| ۹ | کریس اورت |

| ۸ | اشتفی گراف |

| ۴ | هنا ماندلیکوا |

| ۱ | تریسی آستین، ایوان گولگانگ کالی، آرانچا سانچز ویکاریو |

| ۱۴ | اشتفی گراف |

| ۹ | مونیکا سلش |

| ۵ | مارتینا هینگیس |

| ۳ | آرانچا سانچز ویکاریو |

| ۲ | لیندسی داونپورت |

| ۱ | ایوا مایولی، کونچیتا مارتینز، مارتینا ناوراتیلووا، یانا نووتنا، ماری پیرس، گابریلا ساباتینی، سرینا ویلیامز |

| ۱۰ | سرینا ویلیامز |

| ۷ | ژوستین انه، ونوس ویلیامز |

| ۳ | جنیفر کاپریاتی، ماریا شاراپووا |

| ۲ | آملی مورسمو، اسوتلانا کوزنتسووا، کیم کلایسترس |

| ۱ | لیندسی داونپورت، آناستازیا میسکینا، ماری پیرس، آنا ایوانوویچ |

| ۱۲ | سرینا ویلیامز |

| ۳ | آنجلیک کربر |

| ۲ | کیم کلایسترس، ویکتوریا آزارنکا، لی نا، ماریا شاراپووا، پترا کویتووا، گاربینیه موگوروسا، نائومی اوساکا سیمونا هالپ |

| ۱ | فرانچسکا اسکیاوونه، سامانتا استوزر، ماریون بارتولی، فلاویا پنتا، یلنا اوستاپنکو، اسلون استیونز، کارولین وزنیاکی، اشلی بارتی، بیانکا آندرسکو |

| ۱ | سوفیا کنین، نائومی اوساکا، ایگا شفیونتک |

### بیشترین عناوین گرند اسلم تک نفره (۵ یا بیشتر)

#### تمام ادوار
| رتبه | بازیکن                   | مجموع | آزاد استرالیا | آزاد فرانسه | ویمبلدون | آزاد آمریکا |
| ---- | ------------------------ | ----- | ------------- | ----------- | -------- | ----------- |
| ۱    | مارگارت کورت             | ۲۴    | ۱۱            | ۵           | ۳        | ۵           |
| ۲    | سرینا ویلیامز            | ۲۳    | ۷             | ۳           | ۷        | ۶           |
| ۳    | اشتفی گراف               | ۲۲    | ۴             | ۶           | ۷        | ۵           |
| ۴    | هلن ویلس                 | ۱۹    | ۰             | ۴           | ۸        | ۷           |
| ۵    | کریس اورت                | ۱۸    | ۲             | ۷           | ۳        | ۶           |
| =    | / مارتینا ناوراتیلووا    | ۱۸    | ۳             | ۲           | ۹        | ۴           |
| ۷    | بیلی جین کینگ            | ۱۲    | ۱             | ۱           | ۶        | ۴           |
| ۸    | مورین کونلی              | ۹     | ۱             | ۲           | ۳        | ۳           |
| =    | / مونیکا سلش             | ۹     | ۴             | ۳           | ۰        | ۲           |
| ۱۰   | سوزان لانگلان            | ۸     | ۰             | ۲           | ۶        | ۰           |
| =    | / ملا ملری               | ۸     | ۰             | ۰           | ۰        | ۸           |
| ۱۲   | دوروتا داگلس لمبرت چمبرز | ۷     | ۰             | ۰           | ۷        | ۰           |
| =    | ماریا بوئنو              | ۷     | ۰             | ۰           | ۳        | ۴           |
| =    | ایوان گولگانگ کالی       | ۷     | ۴             | ۱           | ۲        | ۰           |
| =    | ژوستین انه               | ۷     | ۱             | ۴           | ۰        | ۲           |
| =    | ونوس ویلیامز             | ۷     | ۰             | ۰           | ۵        | ۲           |
| ۱۷   | بلانش بینگلی             | ۶     | ۰             | ۰           | ۶        | ۰           |
| =    | مارگارت اوسبورن دوپونت   | ۶     | ۰             | ۲           | ۱        | ۳           |
| =    | نانسی وین بولتون         | ۶     | ۶             | ۰           | ۰        | ۰           |
| =    | لوئیز بورو               | ۶     | ۱             | ۰           | ۴        | ۱           |
| =    | دوریس هارت               | ۶     | ۱             | ۲           | ۱        | ۲           |
| ۲۲   | لاتی داد                 | ۵     | ۰             | ۰           | ۵        | ۰           |
| =    | شارلوت کوپر              | ۵     | ۰             | ۰           | ۵        | ۰           |
| =    | دافنه آکهورست            | ۵     | ۵             | ۰           | ۰        | ۰           |
| =    | هلن جیکوبز               | ۵     | ۰             | ۰           | ۱        | ۴           |
| =    | آلیس ماربل               | ۵     | ۰             | ۰           | ۱        | ۴           |
| =    | پائولین بتز              | ۵     | ۰             | ۰           | ۱        | ۴           |
| =    | الثیا گیبسون             | ۵     | ۰             | ۱           | ۲        | ۲           |
| =    | مارتینا هینگیس           | ۵     | ۳             | ۰           | ۱        | ۱           |
| =    | ماریا شاراپووا           | ۵     | ۱             | ۲           | ۱        | ۱           |

#### دورهٔ آزاد
| رتبه | بازیکن              | مجموع | آزاد استرالیا | آزاد فرانسه | ویمبلدون | آزاد آمریکا |
| ---- | ------------------- | ----- | ------------- | ----------- | -------- | ----------- |
| ۱    | سرینا ویلیامز       | ۲۳    | ۷             | ۳           | ۷        | ۶           |
| ۲    | اشتفی گراف          | ۲۲    | ۴             | ۶           | ۷        | ۵           |
| ۳    | کریس اورت           | ۱۸    | ۲             | ۷           | ۳        | ۶           |
| =    | مارتینا ناوراتیلووا | ۱۸    | ۳             | ۲           | ۹        | ۴           |
| ۵    | مارگارت کورت        | ۱۱    | ۴             | ۳           | ۱        | ۳           |
| ۶    | / مونیکا سلش        | ۹     | ۴             | ۳           | ۰        | ۲           |
| ۷    | بیلی جین کینگ       | ۸     | ۰             | ۱           | ۴        | ۳           |
| ۸    | ایوان گولگانگ کالی  | ۷     | ۴             | ۱           | ۲        | ۰           |
| =    | ژوستین انه          | ۷     | ۱             | ۴           | ۰        | ۲           |
| =    | ونوس ویلیامز        | ۷     | ۰             | ۰           | ۵        | ۲           |
| ۱۱   | مارتینا هینگیس      | ۵     | ۳             | ۰           | ۱        | ۱           |
| =    | ماریا شاراپووا      | ۵     | ۱             | ۲           | ۱        | ۱           |

### بیشترین عنوان‌داران گرند اسلم تک نفره
| گرند اسلم     | #قهرمانی | بازیکن(ها)          |
| ------------- | -------- | ------------------- |
| آزاد استرالیا | ۱۱       | مارگارت کورت        |
| آزاد فرانسه   | ۷        | کریس اورت           |
| ویمبلدون      | ۹        | مارتینا ناوراتیلووا |
| آزاد آمریکا   | ۸        | / ملا ملری          |

| گرند اسلم     | #قهرمانی | بازیکن(ها)               |
| ------------- | -------- | ------------------------ |
| آزاد استرالیا | ۷        | سرینا ویلیامز            |
| آزاد فرانسه   | ۷        | کریس اورت                |
| ویمبلدون      | ۹        | مارتینا ناوراتیلووا      |
| آزاد آمریکا   | ۶        | کریس اورت، سرینا ویلیامز |

### بیشترین عناوین گرند اسلم تک نفره بر پایهٔ کشور
| رتبه | کشور                                      | قهرمانی |
| ---- | ----------------------------------------- | ------- |
| ۱    | ایالات متحده آمریکا                       | ۲۰۳     |
| ۲    | استرالیا                                  | ۶۳      |
| ۳    | بریتانیای کبیر                            | ۵۱      |
| ۴    | آلمان (۲۱) · آلمان غربی (۹)               | ۳۰      |
| ۵    | فرانسه                                    | ۱۷      |
| ۶    | بلژیک                                     | ۱۱      |
| ۷    | یوگسلاوی (۶) · یوگسلاوی (۳) · صربستان (۱) | ۱۰      |
| ۸    | روسیه                                     | ۸       |
| ۹    | برزیل                                     | ۷       |
| =    | چکسلواکی (۴) · چک (۳)                     | ۷       |
| =    | اسپانیا                                   | ۷       |
| ۱۲   | سوئیس                                     | ۵       |
| ۱۳   | نروژ                                      | ۴       |
| ۱۴   | ژاپن                                      | ۳       |
| =    | رومانی                                    | ۳       |
| ۱۶   | بلاروس                                    | ۲       |
| =    | چین                                       | ۲       |
| =    | ایتالیا                                   | ۲       |
| ۱۹   | آرژانتین                                  | ۱       |
| =    | کانادا                                    | ۱       |
| =    | شیلی                                      | ۱       |
| =    | کرواسی                                    | ۱       |
| =    | دانمارک                                   | ۱       |
| =    | مجارستان                                  | ۱       |
| =    | لتونی                                     | ۱       |
| =    | هلند                                      | ۱       |
| =    | لهستان                                    | ۱       |

| رتبه | کشور                                      | قهرمانی |
| ---- | ----------------------------------------- | ------- |
| ۱    | ایالات متحده آمریکا                       | ۸۷      |
| ۲    | آلمان غربی (۹) · آلمان (۱۶)               | ۲۵      |
| ۳    | استرالیا                                  | ۲۲      |
| ۴    | بلژیک                                     | ۱۱      |
| ۵    | یوگسلاوی (۶) · یوگسلاوی (۳) · صربستان (۱) | ۱۰      |
| ۶    | روسیه                                     | ۸       |
| ۷    | چکسلواکی (۴) · چک (۳)                     | ۷       |
| =    | اسپانیا                                   | ۷       |
| ۹    | فرانسه                                    | ۵       |
| =    | بریتانیای کبیر                            | ۵       |
| =    | سوئیس                                     | ۵       |
| ۱۲   | رومانی                                    | ۳       |
| ۱۳   | بلاروس                                    | ۲       |
| =    | چین                                       | ۲       |
| =    | ایتالیا                                   | ۲       |
| =    | ژاپن                                      | ۲       |
| ۱۷   | آرژانتین                                  | ۱       |
| =    | کانادا                                    | ۱       |
| =    | کرواسی                                    | ۱       |
| =    | دانمارک                                   | ۱       |
| =    | لتونی                                     | ۱       |
| =    | لهستان                                    | ۱       |

#### قهرمان‌های منحصر به فرد بر پایهٔ کشور (دورهٔ آزاد)
در ۵۳ سال گذشته، ۵۵ زن حداقل یک عنوان قهرمانی در گرند اسلم کسب کرده‌اند.* نام مونیکا سلش در فهرست ایالات متحده آمریکا، جمهوری فدرال یوگسلاوی و جمهوری فدرال سوسیالیستی یوگسلاوی قرار گرفته‌است.
| کشور                             | بازیکن‌ها | نام‌ها |
| -------------------------------- | -------- | --- |
| آرژانتین                         | ۱        | گابریلا ساباتینی |
| استرالیا                         | ۶        | مارگارت کورت، ایوان گولگانگ کالی، کریس اونیل، کری رید، سامانتا استوزر، اشلی بارتی |
| بلاروس                           | ۱        | ویکتوریا آزارنکا |
| بلژیک                            | ۲        | کیم کلایسترس، ژوستین انه |
| کانادا                           | ۱        | بیانکا آندرسکو |
| چین                              | ۱        | لی نا |
| کرواسی                           | ۱        | ایوا مایولی |
| چکسلواکی                         | ۲        | هنا ماندلیکوا، مارتینا ناوراتیلووا |
| جمهوری چک                        | ۲        | پترا کویتووا، یانا نووتنا |
| دانمارک                          | ۱        | کارولین وزنیاکی |
| فرانسه                           | ۳        | ماریون بارتولی، آملی مورسمو، ماری پیرس |
| آلمان                            | ۲        | اشتفی گراف، آنجلیک کربر |
| ایتالیا                          | ۲        | فلاویا پنتا، فرانچسکا اسکیاوونه |
| ژاپن                             | ۱        | نائومی اوساکا |
| لیتوانی                          | ۱        | یلنا اوستاپنکو |
| رومانی                           | ۲        | سیمونا هالپ، ویرجینیا روزیچی |
| روسیه                            | ۳        | اسوتلانا کوزنتسووا، آناستازیا میسکینا، ماریا شاراپووا |
| صربستان                          | ۱        | آنا ایوانوویچ |
| اسپانیا                          | ۳        | کونچیتا مارتینز، گاربینیه موگوروسا، آرانچا سانچز ویکاریو |
| سوئیس                            | ۱        | مارتینا هینگیس |
| بریتانیا                         | ۳        | سو بارکر، آن جونز، ویرجینیا وید |
| ایالات متحده آمریکا              | ۱۳       | تریسی آستین، جنیفر کاپریاتی، لیندسی داونپورت، کریس اورت، باربارا جوردن، سوفیا کنین، بیلی جین کینگ، مارتینا ناوراتیلووا، نانسی ریچی، مونیکا سلش، اسلون استیونز، سرینا ویلیامز، ونوس ویلیامز |
| جمهوری فدرال یوگسلاوی            | ۲        | میما یاشووچ، مونیکا سلش |
| جمهوری فدرال سوسیالیستی یوگسلاوی | ۱        | مونیکا سلش |
| لهستان                           | ۱        | ایگا شفیونتک |

### بیشترین عناوین گرند اسلم تک نفره به صورت پیاپی
| عناوین | بازیکن                | سال‌ها   | از                  | تا                    |
| ------ | --------------------- | ------- | ------------------- | --------------------- |
| ۶      | مورین کونلی           | ۱۹۵۲–۵۳ | ویمبلدون ۱۹۵۲       | قهرمانی آمریکا ۱۹۳۳   |
| ۶      | مارگارت کورت          | ۱۹۶۹–۷۱ | قهرمانی آمریکا ۱۹۶۹ | آزاد استرالیا ۱۹۷۱    |
| ۶      | مارتینا ناوراتیلووا ‡ | ۱۹۸۳–۸۴ | ویمبلدون ۱۹۸۳       | آزاد آمریکا ۱۹۸۴      |
| ۵      | اشتفی گراف            | ۱۹۸۸–۸۹ | آزاد استرالیا ۱۹۸۸  | آزاد استرالیا ۱۹۸۹    |
| ۴      | اشتفی گراف            | ۱۹۹۳–۹۴ | آزاد فرانسه ۱۹۹۳    | آزاد استرالیا ۱۹۹۴    |
| ۴      | سرینا ویلیامز         | ۲۰۰۲–۰۳ | آزاد فرانسه ۲۰۰۲    | آزاد استرالیا ۲۰۰۳    |
| ۴      | سرینا ویلیامز         | ۲۰۱۴–۱۵ | آزاد آمریکا ۲۰۱۴    | ویمبلدون ۲۰۱۵         |
| ۳      | هلن ویلس              | ۱۹۲۸    | قهرمانی فرانسه ۱۹۲۸ | قهرمانی آمریکا ۱۹۲۸   |
| ۳      | هلن ویلس              | ۱۹۲۹    | قهرمانی فرانسه ۱۹۲۹ | قهرمانی آمریکا ۱۹۲۹   |
| ۳      | مارگارت کورت          | ۱۹۶۵–۶۶ | ویمبلدون ۱۹۶۵       | قهرمانی استرالیا ۱۹۶۶ |
| ۳      | بیلی جین کینگ         | ۱۹۶۷–۶۸ | ویمبلدون ۱۹۶۷       | قهرمانی استرالیا ۱۹۶۸ |
| ۳      | بیلی جین کینگ         | ۱۹۷۲    | آزاد فرانسه ۱۹۷۲    | آزاد آمریکا ۱۹۷۲      |
| ۳      | کریس اورت ‡           | ۱۹۸۲–۸۳ | آزاد آمریکا ۱۹۸۲    | آزاد فرانسه ۱۹۷۸۳     |
| ۳      | اشتفی گراف            | ۱۹۸۹–۹۰ | ویمبلدون ۱۹۸۹       | آزاد استرالیا ۱۹۹۰    |
| ۳      | / مونیکا سلش          | ۱۹۹۱–۹۲ | آزاد آمریکا ۱۹۹۱    | آزاد فرانسه ۱۹۹۲      |
| ۳      | اشتفی گراف            | ۱۹۹۵    | آزاد فرانسه ۱۹۹۵    | آزاد آمریکا ۱۹۹۵      |
| ۳      | اشتفی گراف            | ۱۹۹۶    | آزاد فرانسه ۱۹۹۶    | آزاد آمریکا ۱۹۹۶      |
| ۳      | مارتینا هینگیس        | ۱۹۹۷–۹۸ | ویمبلدون ۱۹۹۷       | آزاد استرالیا ۱۹۹۸    |

‡ مسابقات آزاد استرالیا از ۱۹۷۷ تا ۱۹۸۵ در دسامبر برگزار گردید.

### بیشترین سال‌های پیاپی با حداقل یک عنوان گرند اسلم
| #سال | محدوده    | بازیکن(ها)          |
| ---- | --------- | ------------------- |
| ۱۳   | ۱۹۷۴–۱۹۸۶ | کریس اورت           |
| ۱۰   | ۱۹۸۷–۱۹۹۶ | اشتفی گراف          |
| ۷    | ۱۹۲۷–۱۹۳۳ | هلن ویلس            |
| ۷    | ۱۹۶۰–۱۹۶۶ | مارگارت کورت        |
| ۷    | ۱۹۸۱–۱۹۸۷ | مارتینا ناوراتیلووا |

### عنوان‌داران هر چهار گرند اسلم در یک سال
تنها سه بازیکن توانسته‌اند عنوان قهرمانی هر چهار گرند اسلم در یک سال مشخص را به دست بیاورند.
| بازیکن       | سال     |
| ------------ | ------- |
| مورین کونلی  | ۱۹۵۳    |
| مارگارت کورت | ۱۹۷۰    |
| اشتفی گراف   | ۱۹۸۸(*) |

(*) اسلم طلایی (اشتفی گراف در این سال مدال طلای المپیک را هم کسب کرد)

### عنوان‌داران هر چهار گرند اسلم
این بازیکنان عنوان قهرمانی هر چهار گرند اسلم را از آن خود کرده‌اند. سال نوشته شده سالی است که بازیکن توانسته برای نخستین بار عنوان قهرمانی هر گرند اسلم را به دست بیاورد. آخرین قهرمانی بین این چهار قهرمانی با حروف درشت نمایان شده‌است. سن یاد شده نیز سنی است که بازیکن در آن به عنوان قهرمانی هر چهار گرند اسلم دنیای تنیس دست یافته‌است.
| بازیکن                | سن | آزاد استرالیا | آزاد فرانسه | ویمبلدون | آزاد آمریکا |
| --------------------- | -- | ------------- | ----------- | -------- | ----------- |
| مورین کونلی           | ۱۸ | ۱۹۵۳          | ۱۹۵۳        | ۱۹۵۲     | ۱۹۵۱        |
| دوریس هارت            | ۲۸ | ۱۹۴۹          | ۱۹۵۰        | ۱۹۵۱     | ۱۹۵۴        |
| شیرلی فرای اروین      | ۲۹ | ۱۹۵۷          | ۱۹۵۱        | ۱۹۵۶     | ۱۹۵۶        |
| مارگارت کورت          | ۲۰ | ۱۹۶۰          | ۱۹۶۲        | ۱۹۶۳     | ۱۹۶۲        |
| بیلی جین کینگ         | ۲۸ | ۱۹۶۸          | ۱۹۷۲        | ۱۹۶۶     | ۱۹۶۷        |
| کریس اورت             | ۲۷ | ۱۹۸۲          | ۱۹۷۴        | ۱۹۷۴     | ۱۹۷۵        |
| / مارتینا ناوراتیلووا | ۲۶ | ۱۹۸۱          | ۱۹۸۲        | ۱۹۷۸     | ۱۹۸۳        |
| اشتفی گراف            | ۱۹ | ۱۹۸۸          | ۱۹۸۷        | ۱۹۸۸     | ۱۹۸۸        |
| سرینا ویلیامز         | ۲۱ | ۲۰۰۳          | ۲۰۰۲        | ۲۰۰۲     | ۱۹۹۹        |
| ماریا شاراپووا        | ۲۵ | ۲۰۰۸          | ۲۰۱۲        | ۲۰۰۴     | ۲۰۰۶        |

### برندگان سه گرند اسلم تک نفره در یک سال تقویمی
یادداشت: بازیکنان با چهار عنوان قهرمانی شامل نشده‌اند.
| استرالیا – فرانسه – ویمبلدون | استرالیا – فرانسه – ویمبلدون |
| ---------------------------- | ---------------------------- |
| ۲۰۱۵                         | سرینا ویلیامز                |

| استرالیا – فرانسه – آمریکا. | استرالیا – فرانسه – آمریکا. |
| --------------------------- | --------------------------- |
| ۱۹۶۲                        | مارگارت کورت                |
| ۱۹۶۹                        | مارگارت کورت                |
| ۱۹۷۳                        | مارگارت کورت                |
| ۱۹۹۱                        | / مونیکا سلش                |
| ۱۹۹۲                        | / مونیکا سلش                |

| استرالیا – ویمبلدون – آمریکا. | استرالیا – ویمبلدون – آمریکا. |
| ----------------------------- | ----------------------------- |
| ۱۹۶۵                          | مارگارت کورت                  |
| ۱۹۸۳                          | مارتینا ناوراتیلووا           |
| ۱۹۸۹                          | اشتفی گراف                    |
| ۱۹۹۷                          | مارتینا هینگیس                |

| فرانسه – ویمبلدون – آمریکا. | فرانسه – ویمبلدون – آمریکا. |
| --------------------------- | --------------------------- |
| ۱۹۲۸                        | هلن ویلس                    |
| ۱۹۲۹                        | هلن ویلس                    |
| ۱۹۷۲                        | بیلی جین کینگ               |
| ۱۹۸۴                        | مارتینا ناوراتیلووا         |
| ۱۹۹۳                        | اشتفی گراف                  |
| ۱۹۹۵                        | اشتفی گراف                  |
| ۱۹۹۶                        | اشتفی گراف                  |
| ۲۰۰۲                        | سرینا ویلیامز               |

### برندگان دو گرند اسلم تک نفره در یک سال تقویمی
یادداشت: بازیکنانی با بیش از دو عنوان قهرمانی شامل نشده‌اند.
| استرالیا – فرانسه | استرالیا – فرانسه |
| ----------------- | ----------------- |
| ۱۹۶۴              | مارگارت کورت      |
| ۲۰۰۱              | جنیفر کاپریاتی    |

| استرالیا – ویمبلدون | استرالیا – ویمبلدون |
| ------------------- | ------------------- |
| ۱۹۵۰                | لوئیز بورو          |
| ۱۹۶۳                | مارگارت کورت        |
| ۱۹۶۸                | بیلی جین کینگ       |
| ۱۹۸۵                | مارتینا ناوراتیلووا |
| ۲۰۰۳                | سرینا ویلیامز       |
| ۲۰۰۶                | آملی مورسمو         |
| ۲۰۰۹                | سرینا ویلیامز       |
| ۲۰۱۰                | سرینا ویلیامز       |

| استرالیا – آمریکا. | استرالیا – آمریکا. |
| ------------------ | ------------------ |
| ۱۹۸۲               | کریس اورت          |
| ۲۰۱۶               | آنجلیک کربر        |

| فرانسه – ویمبلدون | فرانسه – ویمبلدون   |
| ----------------- | ------------------- |
| ۱۹۲۵              | سوزان لانگلان       |
| ۱۹۳۰              | هلن ویلس            |
| ۱۹۳۲              | هلن ویلس            |
| ۱۹۵۴              | مورین کونلی         |
| ۱۹۷۱              | ایوان گولگانگ کالی  |
| ۱۹۷۴              | کریس اورت           |
| ۱۹۸۲              | مارتینا ناوراتیلووا |

| فرانسه – آمریکا. | فرانسه – آمریکا.       |
| ---------------- | ---------------------- |
| ۱۹۴۹             | مارگارت اوسبورن دوپونت |
| ۱۹۶۰             | دارلین هارد            |
| ۱۹۷۵             | کریس اورت              |
| ۱۹۸۰             | کریس اورت              |
| ۱۹۹۴             | آرانچا سانچز ویکاریو   |
| ۲۰۰۳             | ژوستین انه             |
| ۲۰۰۷             | ژوستین انه             |
| ۲۰۱۳             | سرینا ویلیامز          |

| ویمبلدون – آمریکا. | ویمبلدون – آمریکا.  |
| ------------------ | ------------------- |
| ۱۹۳۹               | آلیس ماربل          |
| ۱۹۴۶               | پائولین بتز         |
| ۱۹۵۲               | مورین کونلی         |
| ۱۹۵۶               | شیرلی فرای اروین    |
| ۱۹۵۷               | الثیا گیبسون        |
| ۱۹۵۸               | الثیا گیبسون        |
| ۱۹۵۹               | ماریا بوئنو         |
| ۱۹۶۴               | ماریا بوئنو         |
| ۱۹۶۷               | بیلی جین کینگ       |
| ۱۹۷۶               | کریس اورت           |
| ۱۹۸۶               | مارتینا ناوراتیلووا |
| ۱۹۸۷               | مارتینا ناوراتیلووا |
| ۲۰۰۰               | ونوس ویلیامز        |
| ۲۰۰۱               | ونوس ویلیامز        |
| ۲۰۱۲               | سرینا ویلیامز       |

### بردن یک گرند اسلم بدون از دست دادن ست (دورهٔ آزاد)

#### جدول بر اساس زمان (بر پایهٔ بازیکن)
| * به بیشترین بار رسیده‌است.                      |
| # در سه تورنمنت مختلف گرند اسلم به دست آمده‌است. |

^ سال‌هایی که به صورت مورب هستند در آن یک بازیکن خاص بیش از یک گرند اسلم را در یک سال تقویمی قهرمان شده‌است.
| کشور                                  | بازیکن                                | بار                                   | تورنمنت گرند اسلم           | تورنمنت گرند اسلم | تورنمنت گرند اسلم         | تورنمنت گرند اسلم   |
| کشور                                  | بازیکن                                | بار                                   | آزاد استرالیا               | آزاد فرانسه       | ویمبلدون                  | آزاد آمریکا         |
| ------------------------------------- | ------------------------------------- | ------------------------------------- | --------------------------- | ----------------- | ------------------------- | ------------------- |
| استرالیا                              | مارگارت کورت                          | ۳                                     | ۱۹۷۰، ۱۹۷۳                  | —                 | —                         | ۱۹۶۹                |
| استرالیا                              | ایوان گولگانگ کالی                    | ۴                                     | ۱۹۷۵، ۱۹۷۶، ۱۹۷۷ (دسامبر) * | ۱۹۷۱              | —                         | —                   |
| ایالات متحده آمریکا                   | بیلی جین کینگ                         | ۳                                     | —                           | ۱۹۷۲^             | —                         | ۱۹۷۱، ۱۹۷۲^         |
| ایالات متحده آمریکا                   | کریس اورت #                           | ۵                                     | —                           | ۱۹۷۴              | ۱۹۸۱                      | ۱۹۷۶، ۱۹۷۷، ۱۹۷۸ *  |
| استرالیا                              | کریس اونیل                            | ۱                                     | ۱۹۷۸                        | —                 | —                         | —                   |
| ایالات متحده آمریکا                   | مارتینا ناوراتیلووا                   | ۶*                                    | —                           | —                 | ۱۹۸۳^، ۱۹۸۴، ۱۹۸۶، ۱۹۹۰ * | ۱۹۸۳^، ۱۹۸۷         |
| آلمان                                 | اشتفی گراف #                          | ۵                                     | ۱۹۸۸^، ۱۹۸۹، ۱۹۹۴ *         | ۱۹۸۸^             | —                         | ۱۹۹۶                |
| صربستان و مونته‌نگرو                   | مونیکا سلش                            | ۱                                     | —                           | —                 | —                         | ۱۹۹۲                |
| اسپانیا                               | آرانچا سانچز ویکاریو                  | ۱                                     | —                           | ۱۹۹۴              | —                         | —                   |
| فرانسه                                | ماری پیرس                             | ۱                                     | ۱۹۹۵                        | —                 | —                         | —                   |
| سوئیس                                 | مارتینا هینگیس                        | ۲                                     | ۱۹۹۷^                       | —                 | —                         | ۱۹۹۷^               |
| ایالات متحده آمریکا                   | لیندسی داونپورت #                     | ۳                                     | ۲۰۰۰                        | —                 | ۱۹۹۹                      | ۱۹۹۸                |
| ایالات متحده آمریکا                   | ونوس ویلیامز                          | ۲                                     | —                           | —                 | ۲۰۰۸                      | ۲۰۰۱                |
| ایالات متحده آمریکا                   | سرینا ویلیامز #                       | ۶*                                    | ۲۰۱۷                        | —                 | ۲۰۰۲^، ۲۰۱۰               | ۲۰۰۲^، ۲۰۰۸، ۲۰۱۴ * |
| بلژیک                                 | ژوستین انه                            | ۳                                     | —                           | ۲۰۰۶، ۲۰۰۷^ *     | —                         | ۲۰۰۷^               |
| روسیه                                 | ماریا شاراپووا                        | ۱                                     | ۲۰۰۸                        | —                 | —                         | —                   |
| فرانسه                                | ماریون بارتولی                        | ۱                                     | —                           | —                 | ۲۰۱۳                      | —                   |
| لهستان                                | ایگا شفیونتک                          | ۱                                     | —                           | ۲۰۲۰              | —                         | —                   |
| مجموع مسابقات گرند اسلم دوران حرفه‌ای: | مجموع مسابقات گرند اسلم دوران حرفه‌ای: | مجموع مسابقات گرند اسلم دوران حرفه‌ای: | ۱۴                          | ۸                 | ۱۰                        | ۱۷                  |

#### شمار قهرمانی گرند اسلم بدون از دست دادن ست بر پایهٔ دهه
| دهه      | بارها | بازیکن(ها) |
| -------- | ----- | --- |
| دههٔ ۱۹۶۰ | ۱     | مارگارت کورت |
| دههٔ ۱۹۷۰ | ۱۴    | کریس اورت (۴)، ایوان گولگانگ کالی (۴)، بیلی جین کینگ (۳)، مارگارت کورت (۲)، کریس اونیل                                      |
| دههٔ ۱۹۸۰ | ۹     | مارتینا ناوراتیلووا (۵)، اشتفی گراف (۳)، کریس اورت                                                                          |
| دههٔ ۱۹۹۰ | ۱۰    | لیندسی داونپورت (۲)، اشتفی گراف (۲)، مارتینا هینگیس (۲)، مارتینا ناوراتیلووا، ماری پیرس، / مونیکا سلش، آرانچا سانچز ویکاریو |
| دههٔ ۲۰۰۰ | ۱۰    | ژوستین انه (۳)، سرینا ویلیامز (۳)، ونوس ویلیامز (۲)، لیندسی داونپورت، ماریا شاراپووا                                        |
| دههٔ ۲۰۱۰ | ۴     | سرینا ویلیامز (۳)، ماریون بارتولی                                                                                           |
| دههٔ ۲۰۲۰ | ۱     | ایگا شفیونتک |

### رقابت زنان یک کشور در رقابت پایانی (دورهٔ آزاد)
تنها پنج کشور (استرالیا، ایالات متحده آمریکا، بلژیک، روسیه و ایتالیا) توانسته‌اند در دیدار نهایی بخش تک نفره زنان گرند اسلم دارای دو نماینده باشند.
| تورنمنت                     | قهرمان              | نایب قهرمان         |
| --------------------------- | ------------------- | ------------------- |
| آزاد استرالیا ۱۹۷۰          | مارگارت کورت        | کری رید             |
| آزاد استرالیا ۱۹۷۱          | مارگارت کورت        | ایوان گولگانگ کالی  |
| آزاد فرانسه ۱۹۷۱            | ایوان گولگانگ کالی  | هلن گورلای          |
| ویمبلدون ۱۹۷۱               | ایوان گولگانگ کالی  | مارگارت کورت        |
| آزاد آمریکا ۱۹۷۱            | بیلی جین کینگ       | رزماری کسالس        |
| آزاد استرالیا ۱۹۷۳          | مارگارت کورت        | ایوان گولگانگ کالی  |
| ویمبلدون ۱۹۷۳               | بیلی جین کینگ       | کریس اورت           |
| آزاد آمریکا ۱۹۷۳            | مارگارت کورت        | ایوان گولگانگ کالی  |
| آزاد استرالیا ۱۹۷۷ (ژانویه) | کری رید             | دایان فرومهولتز     |
| آزاد استرالیا ۱۹۷۷ (دسامبر) | ایوان گولگانگ کالی  | هلن گورلای          |
| ویمبلدون ۱۹۷۸               | مارتینا ناوراتیلووا | کریس اورت           |
| آزاد آمریکا ۱۹۷۸            | کریس اورت           | پام شریور           |
| ویمبلدون ۱۹۷۹               | مارتینا ناوراتیلووا | کریس اورت           |
| آزاد آمریکا ۱۹۷۹            | تریسی آستین         | کریس اورت           |
| آزاد استرالیا ۱۹۷۹          | باربارا جوردن       | شارون والش          |
| آزاد آمریکا ۱۹۸۱            | تریسی آستین         | مارتینا ناوراتیلووا |
| آزاد آمریکا ۱۹۸۳            | مارتینا ناوراتیلووا | کریس اورت           |
| آزاد آمریکا ۱۹۸۴            | مارتینا ناوراتیلووا | کریس اورت           |
| آزاد استرالیا ۱۹۸۱          | مارتینا ناوراتیلووا | کریس اورت           |
| آزاد استرالیا ۱۹۸۲          | کریس اورت           | مارتینا ناوراتیلووا |
| ۱۹۸۲ آزاد فرانسه            | مارتینا ناوراتیلووا | آندریا یاگر         |
| ویمبلدون ۱۹۸۲               | مارتینا ناوراتیلووا | کریس اورت           |
| آزاد استرالیا ۱۹۸۳          | مارتینا ناوراتیلووا | کیتی جردن           |
| ویمبلدون ۱۹۸۳               | مارتینا ناوراتیلووا | آندریا یاگر         |
| آزاد فرانسه ۱۹۸۴            | مارتینا ناوراتیلووا | کریس اورت           |
| ویمبلدون ۱۹۸۴               | مارتینا ناوراتیلووا | کریس اورت           |
| آزاد استرالیا ۱۹۸۵          | مارتینا ناوراتیلووا | کریس اورت           |
| ۱۹۸۵ آزاد فرانسه            | کریس اورت           | مارتینا ناوراتیلووا |
| ویمبلدون ۱۹۸۵               | مارتینا ناوراتیلووا | کریس اورت           |
| آزاد فرانسه ۱۹۸۶            | کریس اورت           | مارتینا ناوراتیلووا |
| ویمبلدون ۱۹۹۰               | مارتینا ناوراتیلووا | زینا گریسون         |
| ویمبلدون ۲۰۰۰               | ونوس ویلیامز        | لیندسی داونپورت     |
| آزاد آمریکا ۲۰۰۰            | ونوس ویلیامز        | لیندسی داونپورت     |
| آزاد آمریکا ۲۰۰۱            | ونوس ویلیامز        | سرینا ویلیامز       |
| آزاد فرانسه ۲۰۰۲            | سرینا ویلیامز       | ونوس ویلیامز        |
| ویمبلدون ۲۰۰۲               | سرینا ویلیامز       | ونوس ویلیامز        |
| آزاد آمریکا ۲۰۰۲            | سرینا ویلیامز       | ونوس ویلیامز        |
| آزاد استرالیا ۲۰۰۳          | سرینا ویلیامز       | ونوس ویلیامز        |
| آزاد فرانسه ۲۰۰۳            | ژوستین انه          | کیم کلایسترس        |
| ویمبلدون ۲۰۰۳               | سرینا ویلیامز       | ونوس ویلیامز        |
| آزاد آمریکا ۲۰۰۳            | ژوستین انه          | کیم کلایسترس        |
| آزاد استرالیا ۲۰۰۴          | ژوستین انه          | کیم کلایسترس        |
| آزاد فرانسه ۲۰۰۴            | آناستازیا میسکینا   | النا دیمنتیوا       |
| آزاد آمریکا ۲۰۰۴            | اسوتلانا کوزنتسووا  | النا دیمنتیوا       |
| آزاد استرالیا ۲۰۰۵          | سرینا ویلیامز       | لیندسی داونپورت     |
| ویمبلدون ۲۰۰۵               | ونوس ویلیامز        | لیندسی داونپورت     |
| ویمبلدون ۲۰۰۸               | ونوس ویلیامز        | سرینا ویلیامز       |
| آزاد فرانسه ۲۰۰۹            | اسوتلانا کوزنتسووا  | دینارا سافینا       |
| ویمبلدون ۲۰۰۹               | سرینا ویلیامز       | ونوس ویلیامز        |
| آزاد آمریکا ۲۰۱۵            | فلاویا پنتا         | روبرتا وینچی        |
| آزاد استرالیا ۲۰۱۷          | سرینا ویلیامز       | ونوس ویلیامز        |
| آزاد آمریکا ۲۰۱۷            | اسلون استیونز       | مدیسون کی           |